# Osina
Osina (bulgariska: Осина) är ett distrikt i Bulgarien.   Det ligger i kommunen Obsjtina Satovtja och regionen Blagoevgrad, i den sydvästra delen av landet, 130 km sydost om huvudstaden Sofia.
I omgivningarna runt Osina växer i huvudsak blandskog. Runt Osina är det ganska glesbefolkat, med 35 invånare per kvadratkilometer.